# 埃斯蒂爾福克 (阿拉巴馬州)
埃斯蒂爾福克（英語：Estillfork）是一個位於美國阿拉巴馬州傑克遜縣的非建制地區。該地的面積和人口皆未知。

## 地理
埃斯蒂爾福克的座標為34°54′36″N 86°10′14″W / 34.90999°N 86.17055°W，而該地的平均海拔高度為215米（即705英尺）。